# Аракамчечен
Аракамчечен (чук. Иръыкамчечъын, Кыгынин, чапл. Ӄігіӈі) — острів розташований у Беринговій протоці біля узбережжя Чукотського півострова, Росія. Відокремлений від материкової частини протокою Сенявіна. Належить до території Провіденського району Чукотського автономного округу.

## Історичні відомості та топонім
Острів Аракамчечен почав активно освоюватися чукчами наприкінці XVIII століття. В ті часи його назвали Гуунін — «віддалений». У 1827 році острів відвідала експедиція Ф. П. Літке і нанесла його на карту під сучасною назвою, що перекладається з чукотської мови як «оманливе місце, де блукають». Це було пов'зано з тим, що в акваторії острова часто траплялися густі тумани, які ставали причиною втрати курсу морськими мандрівниками. Ескімоський топонім Ӄігіӈі походить від чапл. ӄіги «острів» + -ӈі - особисто-присвійний суфікс 3 особи множини, що перекладається буквально «їхній острів». Згідно зі словником Г. А. Мєновщикова, чукотський топонім - Аракамчечен, чукотський топонім, адаптований з чаплінського ескімоського діалекту — Кигинін .
У 1855 Аракамчечен відвідала наукова експедиція Д. Роджерса на гідрографічному судні «Вінсенес». При цьому американські дослідники назвали гори на острові на честь трьох мушкетерів — героїв роману О. Дюми. Очевидно, це пов'язано з неправильним перекладом на англійську російського топоніма — гори Афос, найвищої точки острова, названої Літке на згадку про Афонську битву. Це і спонукало гідрографів позначити інші сопки на честь головних дійових осіб роману. До теперішнього часу ці назви замінені на чукотські, крім самої гори Атос.

## Фізико-географічна характеристика
Острів Аракамчечен має у плані трикутну форму: гавань Глазенапа (південно-західний кут), Північно-Аракамчеченська ділянка з мисами Кугуван і Мако-Кугуван (північний край) і мис Кигинін (східний край). Північно-Аракамчеченська ділянка є поєднанням високих скелястих мисів, складених девонськими породами та невеликі ділянки морських терас. У районі гавані Глазенапа гори стають нижчими, підходять до берега порівняно пологими відрогами, а на схід розташована акумулятивна піщано-галькова коса мису Ярга, що відокремлює від моря невелику лагуну. Ділянка мис Кигинін лежить у межах низинних (до 40 м) заозерених морських терас.
У центральній частині острова знаходяться середньотемпературні мінеральні джерела.

## Флора і фауна
На частині острова зі сторони Берингового моря є лежбище моржів, де у серпні-вересні збирається до 50 тис. особин. Тут було зафіксовано появу білого моржа - вкрай рідкісного представника морських ссавців.
На скелястих мисах Аракамчечена гніздяться берингівські баклани, полярні мартини, сріблясті мартини, трипалі мартини, кайри, тихоокеанські чистуни, тихоокеанські іпатки, топорики. Уваліста рівнина з дрібними озерами та болотцями у східній частині острова служить місцем зупинок на прольоті птахів, що мігрують, зокрема гуся-білошия та канадського журавля.
На острові росте ендемік Чукотки — полин сенявінський (Artemisia senjavinensis), а також горець аляскинський, занесені до Червоної книги Росії. Тут виявлено три види рідкісних мохів.

## Культурна спадщина
У західній частині острова біля мису Кигинін знайдено сліди давньоескімоських поселень віком понад 2 тис. років, у південно-західній — різновікові залишки поселень Мейнигук, Ярга, Пагіляк.